# Enzo Zidane
Enzo Alan Zidane Fernández (* 24. März 1995 in Bordeaux; zum Karrierebeginn auch als Enzo Fernández geführt) ist ein ehemaliger französisch-spanischer Fußballspieler. Er ist der älteste Sohn von Zinédine Zidane.

## Kindheit und Familie
Zidane ist der älteste Sohn des ehemaligen französischen Nationalspielers und Trainers Zinédine Zidane und der in Frankreich geborenen Spanierin Véronique Fernández. Er wurde am 24. März 1995 in Bordeaux geboren, als sein Vater zu dieser Zeit für Girondins Bordeaux spielte. Er wurde nach dem uruguayischen Fußballstar Enzo Francescoli benannt. Zidane kam 2001 im Alter von sechs Jahren nach Spanien, als sein Vater zu Real Madrid wechselte. Seit 2006 ist er auch im Besitz der spanischen Staatsbürgerschaft. Zidane hat drei jüngere Brüder namens Luca (* 1998), Theo (* 2002) und Elyaz (* 2005), die ebenfalls alle bei Real Madrid aktiv sind. Zidane lief zu Beginn seiner Karriere mit dem Namen Fernández auf seinem Trikot auf.

## Karriere

### Im Verein

#### Anfänge
Zidane begann seine Karriere im Jahr 1999 in der Jugendabteilung des italienischen Klubs Juventus Turin, als sein Vater Zinédine Zidane zu dieser Zeit in der ersten Mannschaft spielte. Nachdem sein Vater 2001 nach Spanien zu Real Madrid wechselte, setzte Zidane seine Karriere in den Jugendvereinen dort fort, bevor er 2004 selbst in die Jugendabteilung von Real Madrid wechselte. Im September 2011 trainierte Zidane erstmals unter José Mourinho mit der ersten Mannschaft.
Nachdem Zidane die Jugendabteilung durchlaufen und in seinem letzten Jugendjahr die A-Jugend-Meisterschaft gewonnen hatte, rückte er zur Saison 2014/15 zunächst in die dritte Herrenmannschaft auf, die in der viertklassigen Tercera División (Gruppe 7) spielte. Noch in derselben Saison debütierte Zidane in der von seinem Vater trainierten zweiten Mannschaft in der drittklassigen Segunda División B. Nachdem die dritte Mannschaft zur Saison 2015/16 aufgelöst worden war, rückte er fest in die zweite Mannschaft auf und wurde zum Vizekapitän.

#### Debüt für Real Madrid
Die Vorbereitung auf die Saison 2016/17 absolvierte Zidane – wie auch sein Bruder Luca – mit der ersten Mannschaft, die mittlerweile von ihrem Vater trainiert wird. Beide wurden auch für den UEFA Super Cup nominiert, kamen aber beim 3:2-Sieg nach Verlängerung gegen den FC Sevilla nicht zum Einsatz. Am 30. November 2016 debütierte Zidane unter seinem Vater in der ersten Mannschaft, als er beim 6:1-Sieg gegen den Drittligisten Cultural Leonesa im Sechzehntelfinal-Rückspiel der Copa del Rey zur zweiten Halbzeit für Isco eingewechselt wurde und in der 63. Spielminute das zwischenzeitliche 4:1 erzielte. Bis zum Saisonende kam Zidane weiter in der zweiten Mannschaft zum Einsatz. Als Mitglied des Champions-League-Kaders wurde er erstmals Champions-League-Sieger.

#### Zwischen Spanien und der Schweiz
Zur Saison 2017/18 wechselte Zidane zu Deportivo Alavés. Er erhielt einen bis zum 30. Juni 2020 laufenden Vertrag. Am 26. August 2017 debütierte Zidane unter Trainer Luis Zubeldía in der Primera División, als er bei der 0:2-Heimniederlage gegen den FC Barcelona am 2. Spieltag in der 77. Spielminute für Mubarak Wakaso eingewechselt wurde. Bis zum Jahreswechsel kam Zidane unter den Nachfolgern Zubeldías, Gianni De Biasi und Abelardo Fernández, nur noch zu einem weiteren Ligaeinsatz sowie zu zwei Einsätzen in der Copa del Rey.
Zum 1. Januar 2018 wechselte Zidane zum Schweizer Erstligisten FC Lausanne-Sport, bei dem er einen Vertrag bis zum 30. Juni 2020 unterschrieb. Bis zum Ende der Saison 2017/18 kam er in 16 Ligaspielen zum Einsatz, in denen er zwei Treffer erzielte, und stieg mit seiner Mannschaft in die Challenge League ab.
Zur Saison 2018/19 kehrte Zidane nach Spanien zurück und schloss sich auf Leihbasis dem Zweitliga-Aufsteiger Rayo Majadahonda an. Dort kam er in 33 von 42 Ligaspielen zum Einsatz (26-mal in der Startelf) und stieg mit dem Verein direkt wieder in die Segunda División B ab.

#### Über Portugal nach Almería
Nach der Leihe kehrte Zidane nicht mehr nach Lausanne zurück und einigte sich mit dem Verein auf eine Vertragsauflösung. Er schloss sich zur Saison 2019/20 dem portugiesischen Erstligisten Desportivo Aves an, bei dem er einen Vertrag mit einer Laufzeit bis zum 30. Juni 2021 unterschrieb.
Nach 10 Einsätzen (5-mal von Beginn) in der Primeira Liga, in denen er 2 Tore erzielte, kehrte Zidane Ende Januar 2020 kurz vor dem Ende der Transferperiode in die zweite spanische Liga zurück und wechselte zur UD Almería, bei der er einen Vertrag bis zum 30. Juni 2021 erhielt. Bis zum Ende der regulären Spielzeit kam Zidane lediglich auf 3 Einsätze (einmal von Beginn). Die UD Almería belegte den 4. Platz und nahm daher an den Aufstiegs-Play-offs teil. Die Mannschaft scheiterte jedoch im Halbfinale am FC Girona, wobei Zidane im Hinspiel zum Einsatz kam. Nachdem der Mittelfeldspieler an den ersten Spieltagen der Saison 2020/21 nicht berücksichtigt worden war, einigte er sich mit dem Verein Anfang Oktober 2020 auf eine Vertragsauflösung.

#### AF Rodez
Nach knapp neunmonatiger Vereinslosigkeit schloss sich Zidane zur Saison 2021/22 dem französischen Zweitligisten AF Rodez an, bei dem er einen Vertrag für ein Jahr unterschrieb.

#### CF Fuenlabrada
Nachdem sein Vertrag am Saisonende ausgelaufen war, schloss er sich dem spanischen Drittligisten CF Fuenlabrada an.

### In der Nationalmannschaft
Da Zidane noch kein A-Länderspiel bestritt, die französische und spanische Staatsangehörigkeit besitzt, wäre er für diese beiden Länder spielberechtigt. Seine Großeltern väterlicherseits stammen zudem aus Algerien.
Im Februar 2014 entschied sich Zidane, für sein Geburtsland – und das Land seines Vaters – Frankreich aufzulaufen.

## Titel und Erfolge
- UEFA Champions League: 2017 (ohne Einsatz)
- UEFA Super Cup: 2016 (ohne Einsatz)
- Spanischer A-Jugend-Meister: 2014